# Joan Fuguet Sans
Joan Fuguet Sans (Barberà de la Conca, 1940) és un historiador de l'art català, especialitzat en l'art i arquitectura dels ordes del Temple i de l'Hospital. Llicenciat en Belles Arts (1964) i en Història de l'Art (1976) per la Universitat de Barcelona (UB), es doctorà, l'any 1989 a la mateixa UB, amb una tesi sobre «L'arquitectura dels templers a Catalunya» Fou docent a l'Escola Tècnica Superior d'Arquitectura (ETSAB) (1965-1982), i en diversos Instituts d'Ensenyament Secundari (1968-1992) i a l'Escola Superior de Conservació i Restauració de Béns Culturals de Catalunya (1992-2006).

## Investigació i gestió civicocultural
Ha investigat i publicat llibres i articles sobre arquitectura catalana del barroc, del modernisme i, sobretot, dels ordes militars del Temple i de l'Hospital.
Ha estat membre fundador i president del Centre d'Estudis de la Conca de Barberà (1981-1991), des del qual els anys 1984 i 1988 gestionà la VII i VIII Biennal d'Art de Montblanc.
Promou l'associació "Amics del Castell de Barberà" que, l'any 1984 aconseguí que la fortalesa templera esdevingués conjunt historicoartístic i en conseqüència s'iniciés la seva restauració.

## Premis i reconeixements
- 1989 Premi Ciutat de Barcelona d'Història "Duran i Sanpere".[12]
- 2009 Corresponent de la Reial Acadèmia Catalana de Belles Arts de Sant Jordi.[13]
- 2016 Fill Adoptiu de Montblanc.[14]
- 2019, Menció de serveis distingits pel Consell Comarcal de la Conca de Barberà[15] per «la tasca de recerca i divulgació de la memòria històrica de la comarca i dels seus municipis».[16]

## Publicacions principals
- Manuel Arranz / Joan Fuguet Sans, (1987), El Palau Marc. Els March de Reus i el seu Palau de la Rambla de Barcelona, Generalitat de Catalunya, Barcelona, ISBN 84-393-2002-7.
- Joan Fuguet Sans (1995), L'arquitectura dels templers a Catalunya, Rafael Dalmau, Ed., Barcelona, 1995. ISBN 84-232-0494-4.
- Joan Fuguet / Carme Plaza (2005), Los templarios en la península Ibérica, Ed. el Cobre / Círculo de Lectores, Barcelona. ISBN 84-96095-84-3.
- Joan Fuguet Sans / Carme Plaza Arqué / Vera Hofbrauerová (2010): Els Queralt a Santa Coloma. Arquitectura, art i vida, Ajuntament de Santa Coloma de Queralt, Santa Coloma de Queralt. ISBN 978-84-606-5127-7.
- Joan Fuguet / Carme Plaza (1912), Els templers guerrers de Déu. Entre Orient i Occident, Rafael Dalmau, Ed., Barcelona. ISBN 978-84-232-0769-5.
- Joan Fuguet / Miquel Mirambell / Carme Plaza (2015), El teginat de l'església de Sant Miquel de Montblanc, Cossetània Ed., Valls. ISBN 978-84-9034-343-2.